# Alan Smith
Alan Smith (Leeds, 28 oktober 1980) is een Engels voormalig voetballer die als middenvelder speelde voor Leeds United, Manchester United en Newcastle United. Hij begon als aanvallende middenvelder, maar zodra hij voor Manchester United uitkwam werd hij verdedigende middenvelder. 

## Clubcarrière

### Leeds United
Smith begon zijn betaaldvoetbalcarrière in zijn geboortestad bij Leeds United FC. Op zijn achttiende, seizoen 1998/1999, maakt hij zijn debuut en hij kwam dat seizoen tot 22 wedstrijd en trof 7 maal doel. In de jaren die volgden bleef Smith vaste waarde in de voorhoede van Leeds. Hij scoorde onder andere in de tweede groepsfase van de UEFA Champions League tegen RSC Anderlecht in 2001. Tot en met het seizoen 2003/2004 kwam hij in totaal tot 172 wedstrijden en 39 doelpunten. Door financiële problemen en degradatie naar de Football League Championship was Leeds in de zomer van 2004 gedwongen tot verkoop van enkele belangrijke spelers, waaronder Smith.

### Manchester United
Smith vertrok naar Manchester United, alwaar hij in zijn eerste seizoen 6 doelpunten maakte in 31 duels. Na 21 wedstrijden, waarin hij 1 keer scoorde, in het seizoen 2005/2006 brak hij op 18 februari in de verloren wedstrijd tegen Liverpool FC een been en ging ook zijn enkel uit de kom. Coach Alex Ferguson noemde zijn blessure de ergste die hij ooit gezien had. Smith miste vanwege zijn blessure het WK. Na een lang herstel speelde hij aan het einde van het seizoen 2006-2007 weer een paar wedstrijden mee met Manchester United. Hij wist één maal te scoren in de Champions League tegen AS Roma, en dat was het laatste doelpunt dat Smith maakte voor Manchester United.

### Newcastle United
Op 3 augustus 2007 tekende hij een contract voor vijf jaar bij Newcastle United. Waar hij een goede start had onder trainer Sam Allardyce. Smith kreeg zelfs de aanvoerdersband ondanks het feit dat het publiek begon te morren. Allardyce werd ontslagen en Smith verloor de aanvoerdersband onder diens opvolger Kevin Keegan. Direct daarna raakte hij geblesseerd en keerde hij in februari 2009 voor het eerst, thuis tegen Manchester United, terug in de basisopstelling.

### Milton Keynes Dons
In het seizoen 2012/2013 tekende hij voor MK Dons, een derdeklasser in Engeland.

## Erelijst
Newcastle United
- Football League Championship

2010